# SMS Helgoland (1912)
SMS Helgoland byl lehký křižník (rapidkreutzer) Rakousko-uherského námořnictva třídy Novara, který se účastnil bojů první světové války.
Společně se sesterskou lodí SMS Novara ho stavěla maďarská loděnice Ganz & Company Danubius v Rijece. Helgoland se účastnil bojů první světové války, po které připadl Itálii, která ho pod jménem Brindisi používala až do roku 1929. Pak byl užíván jako ubytovací loď a v roce 1939 byl sešrotován.